# Малая Меженка (хутор)
Малая Меженка — хутор в Россошанском районе Воронежской области.
Входит в состав Евстратовского сельского поселения.

## Население
| 1859 | 2010 |
| ---- | ---- |
| 263  | ↘211 |